# Giovanni Pisano
Giovanni Pisano (c. 1250–1314) was een Italiaanse beeldhouwer, schilder en architect. Hij was de zoon van de beroemde beeldhouwer Nicola Pisano. Het grootste deel van de reliëfs op de Fontana Maggiore in Perugia wordt aan hem toegeschreven.

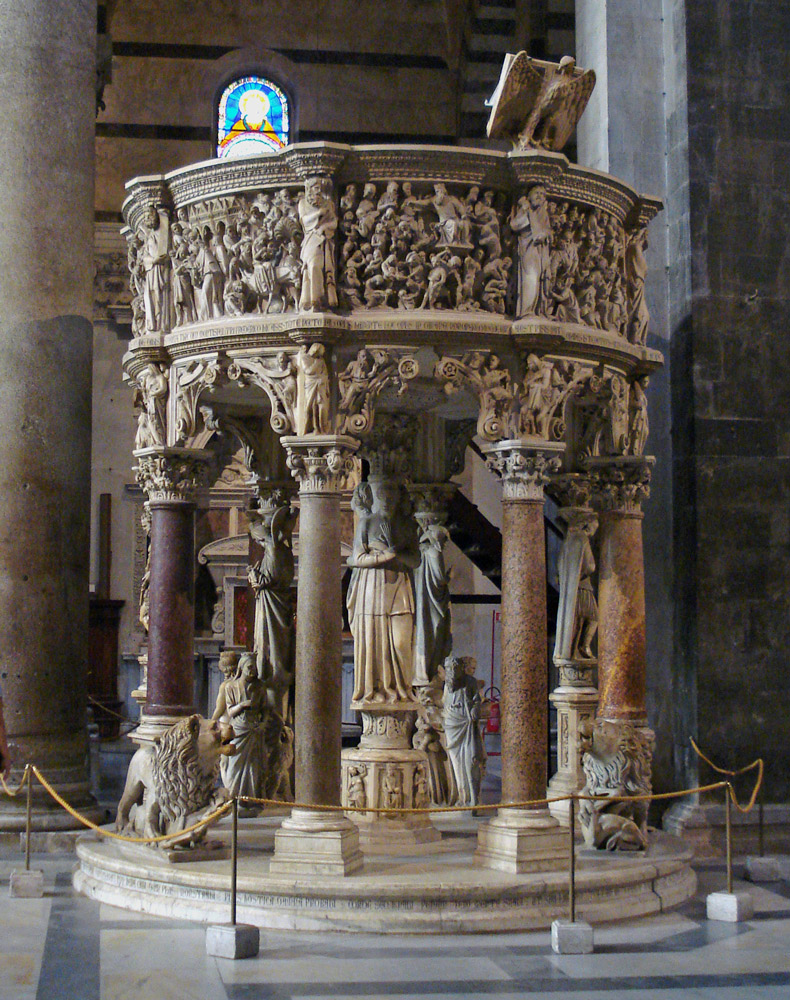
Preekstoel in de kathedraal van Pisa

## Trivia
Henry Moore heeft Giovanni Pisano de eerste moderne beeldhouwer genoemd.
- Biblioteca Nacional de España: XX1401294
- Bibliothèque nationale de France: cb123312111 (data)
- CiNii: DA04180298
- Gemeinsame Normdatei: 118742744
- International Standard Name Identifier: 0000 0001 1833 7160
- KulturNav: b0808d2e-e9da-46db-a397-555b9edb6bb2
- Library of Congress Control Number: n85123822
- Nationale Bibliotheek van Tsjechië: xx0086330
- Nationale bibliotheek van Australië: 35209204
- Nationale Bibliotheek van Israël: 987007273344105171
- Nationale Bibliotheek van Polen: a0000002026692
- Nederlandse Thesaurus van Auteursnamen: 07094413X
- RKD-Nederlands Instituut voor Kunstgeschiedenis: 130065
- Istituto Centrale per il Catalogo Unico: CFIV021512
- LIBRIS: 273548
- Système universitaire de documentation: 032243405
- Trove: 866224
- Union List of Artist Names: 500017740
- Virtual International Authority File: 100174152
- WorldCat: E39PBJvCVyg8yx8386RwJqfrMP